# Šport u NDH
Šport u NDH. Šport se održavao u NDH unatoč ratnim uvjetima. 
Najrazvijeniji je bio nogomet, laka atletika, plivanje, hazena i rukomet, boks (šakanje), stolni tenis, skijanje, tenis, veslanje, biciklizam (koturaštvo), motociklizam.

## Laka atletika
Održavala su se natjecanja u lakoj atletici. Tijekom tih godina padali su i hrvatski atletski rekordi. 
Na momčadskim prvenstvima NDH natjecali su se klubovi Varaždinsko športsko društvo, HAŠK, HŠK Zagreb.
Listopada 1942. održan je miting u korist Hrvatskog Crvenog križa. Hrvatske su rekorde postavili:  Vjera Neferović u bacanju diska - 37,58 m, Gal u troskoku - 13,78 m i Gjurić u trčanju na 400 metara - 51,7 sekunda.
Na atletskom dvoboju HAŠK-a i VŠD-a u Varaždinu, igralište Veške, Abramović je postavio hrvatski rekord u skoku u vis - 177 cm.

## Boks (šakanje)
Trener državne reprezentacije u šakanju bio je Jimmy Lyggett, koji je bio bivši prvak svijeta za "obojene", u vremenima dok su se odvojeno održavala natjecanja za bijele i "obojene" boksače. Reprezentacija je putovala po turnirima u osovinskim zemljama.
Državana prvenstva su se održavala u nekoliko kategorija. Prvo je održano u dva dana listopada 1942. godine u konkurenciji preko 30 boksača iz Zagreba, Borova, Dubrovnika i Osijeka. Prvaci za 1942. godinu bili su:
- muha: Mladen Jozić
- pietao: Ružak
- perolaka: Milan Maglica
- laka: Zlatko Hrbić
- polusrednja: Subotnik
- srednja: Emil Krleža
- poluteška: Mekić
- teška: Viktor Šikić

## Tenis
Prvenstva NDH u tenisu održavaju se od 1942. godine. Prvo je održano od 6. do 10. kolovoza 1942. godine. Igralo se je u Zagrebu. U konkurenciji parova ("igri u dvoje") pobijedio je par Kukuljević-Wurth, omladinski prvak bio je Predrag Brixy (bivši juniorski prvak Kr. Jugoslavije i poslije Banovine Hrvatske).

## Motociklizam
Održavala su se natjecanja u "vožnji športskih kola" do 500 ccm i do 1000 ccm.

## Hokej na ledu
Hokej na ledu je bio zamro, a prva je utakmica u NDH nakon dugo vremena odigrana 7. siječnja 1945. u Varaždinu, gdje su snage odmjerili vojnički klub Borac i predstavništvo Ustaške mladeži (5:3 za Borac).

## Radničke olimpijade
Od 5. do 7. rujna 1942. trebalo se održati radnička olimpijada u Varaždinu. Ideja je pokrenuta inicijativom ("na pobudu") tajnika HŠK Hrsovog Zagorca g. Juričića, a natjecali bi se radnički klubovi HŠK Zagorac iz Zagreba, Radnik iz Osijeka, Tomislav iz Križevaca, Tvrtko iz Nove Gradiške, Velebit iz Relišća i HŠK Hrsov Zagorac iz Varaždina.